# فورد ۹۹۹
فورد ۹۹۹ (Ford ۹۹۹) خودرویی است که در اوایل قرن بیستم در دیترویت تولید شده‌است.
طراحی آن خودروهای موتور جلو-محور عقب بوده ‌است. 